# オーストラリア気象局
オーストラリア気象局 (オーストラリアきしょうきょく、英: Bureau of Meteorology) は、オーストラリア連邦政府の行政機関で、オーストラリア全土および周辺地域向けの気象業務を担う。

## 概要
気象法 (Meteorology Act) に基づいて1906年に創設され、それ以前からオーストラリア各州にあった気象機関を統合した。
1908年1月1日をもって、各州が行っていた気象業務は公式に連邦気象局へ移管された。